# Луар и Шер
Луар и Шер (фр. Loir-et-Cher) — департамент на западе Франции, один из департаментов региона Центр — Долина Луары. Порядковый номер — 41. Административный центр — Блуа.

## География
Площадь территории — 6343 км² (31-е место во Франции).
Департамент включает три округа, 30 кантонов и 291 коммуну и граничит с такими департаментами, как Эр и Луар, Луаре, Шер, Эндр, Эндр и Луара и Сарта.
Через департамент протекают реки Луар и Шер.

## История
Луар и Шер — один из первых 83 департаментов, образованных во время Великой французской революции в марте 1790 г. Возник на территории бывших провинций Орлеане и Турень. Название происходит от рек Луар и Шер.
Территория, охватывающая департамент Луар и Шер, была заселена ещё в доисторические времена, но только в начале средних веков развивается строительство замков и крепостей для сопротивления частым вторжениям норманнов, бургундов, англичан и т. д.
Политически регион был разделён между соседними кантонами и герцогствами. В 1397 году графство Блуа вошло во владение Орлеана. В 1498 году Луи Орлеанский восходит на престол Франции под именем Людовик XII, что явилось отправной точкой для развития Блуа и его окрестности во французской политике.
При Карле IX на территории Блуа с жестокостью развиваются религиозные волнения.
В 1576 и 1588 годах в Блуа были созваны Генеральные штаты.

## Демография
Население — 340 729 человек (71-е место среди департаментов, данные 2010 г.), население увеличилось на 3,6 %, по сравнению с 1990 годом.
Возрастная категория местного население старше, чем среднестатистическая по всей Франции:
Луар и Шер — 60 лет и старше: 25,2 % населения , Франция — 60 лет и старше: 20,3 % населения
Категория старше 60 лет растет быстрее, чем другие возрастные группы. Рождаемость (48,5 родившихся на 1000 женщин в возрасте от 15 до 49 лет) меньше на 1 пункт, чем в среднем по стране.
Плотность населения в Луар и Шер — 53,72 человек на км², это значительно ниже, чем в среднем по стране 107 человек на км². Городская структура базируется на трех городах: Блуа — 52 500 жителей, Вандом — 17 705 жителей и Роморантен-Лантене — 18 350 жителей.

## Достопримечательности
- королевский замок Блуа
- Замок Вильсавен
- Замок Шамбор
- замок Шеверни
- замок Шомон фаворитки Дианы де Пуатье

## Сельское хозяйство
Традиционно Луар и Шер разделяют на четыре сельскохозяйственных района: Perche (к северу от Луары), Beauce (к северу от Луары), большая Солонь (к югу от Луары), винная Солонь (к югу от Луары).
Основная продукция сельского хозяйства Луар и Шер являются:
полевые культуры (зерновые и масличные культуры) к северу от Луары; производства вина; продукция, специфичная для департамента: спаржа, земляника; крупный рогатый скот и свиньи; лесное хозяйство, 200 000 га продуктивных лесов.